# Leni Immer
Leni Immer (* 24. Februar 1915 in Rysum, Ostfriesland; † 17. Mai 1998 in Baltrum, Ostfriesland) war eine deutsche Religionslehrerin und Pastorin. Sie erlebte den Kirchenkampf der Bekennenden Kirche hautnah mit und schrieb mehrere Bücher darüber.

## Leben
Leni Immer wuchs ab 1927 in  Barmen auf, wo ihr Vater Karl Immanuel Immer Pfarrer der reformierten Gemeinde an der Gemarker Kirche war. Als dort am 3. und 4. Januar 1934 eine freie reformierte Synode stattfand, half sie bei der Verpflegung und Betreuung der Teilnehmenden und war als Zuhörerin bei den Beratungen dabei. Ein Vortrag von Karl Barth hinterließ bei ihr einen bleibenden Eindruck. Ihre Eltern und ihr Bruder Karl Immer (später Präses der Evangelischen Kirche im Rheinland) nahmen an der Barmer Bekenntnissynode im Mai 1934  teil. Sie bekam durch detaillierte Erzählungen ihrer Familie einen Tag nach Ende der Synode die Entwicklung der Entstehung der Barmer Theologischen Erklärung mit.
Nach Absolvierung einer Ausbildung zur Gemeindepflegerin in der „Zentrale für evangelische Gemeindearbeit an jungen Mädchen“ am Burckhardthaus in Berlin übernahm sie 1939 in der Gemarker Kirchengemeinde Aufgaben in der Jugendarbeit sowie im Religionsunterricht für das Mädchengymnasium Sternstraße, der ab 1942 nur noch in kirchlichen Räumen stattfinden durfte. Am 1. Mai 1941 wurde sie offiziell als Gemeindepflegerin angestellt.
Nach dem Zweiten Weltkrieg arbeitete sie als Religionslehrerin am Gymnasium Am Kothen sowie an verschiedenen Berufsschulen in Barmen. 1974 bestand sie das Examen zur Gemeindemissionarin und wurde zur Pastorin ordiniert.

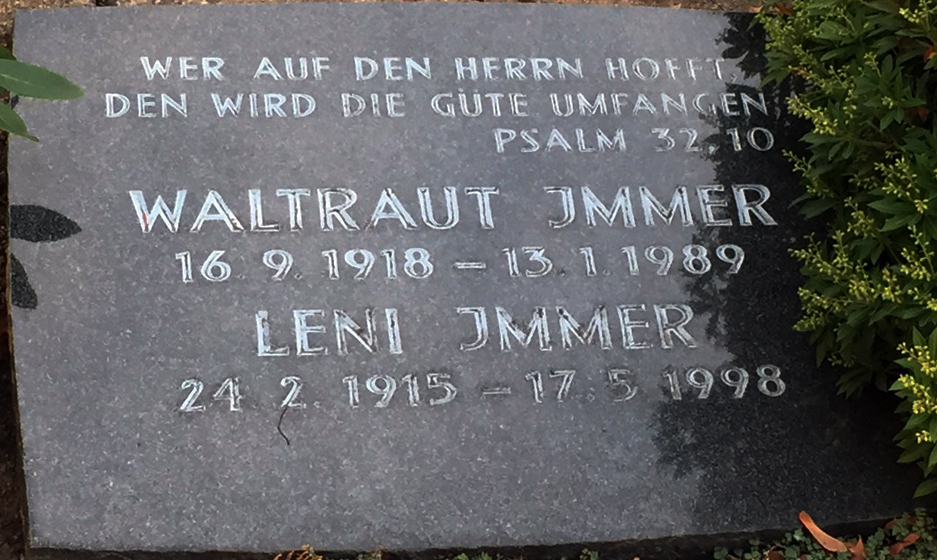
Grabstein von Waltraut und Leni Immer auf dem Friedhof Hugostraße Wuppertal

Leni Immer pflegte einen regen Kontakt und Briefwechsel zu Menschen im In- und Ausland. In Deutschland und den USA hielt sie zahlreiche Vorträge über die Zeit des Kirchenkampfes. Sie war von 1963 bis 1979 als erste Frau Mitglied der Leitung der Rheinischen Mission, später Vereinten Evangelischen Mission in Wuppertal. Sie unternahm zahlreiche Reisen, u. a. nach Israel, Indonesien und verschiedene Länder Afrikas. Über ihre Reisen nach Israel und Indonesien veröffentlichte sie Reiseberichte.
Leni verstarb während der jährlichen Tagung des Bundes Deutscher Bibelkreise am 17. Mai 1998 in Baltrum/Ostfriesland. Sie ist zusammen mit ihren Eltern, ihren Schwestern Friederike und Waltraut sowie den Brüdern Adalbert (im 2. Weltkrieg verschollen) und Udo (im 2. Weltkrieg in Thüringen gefallen) auf dem Friedhof an der Hugostraße in Wuppertal-Barmen begraben.

## Schriften (Auswahl)
- mit Werner Braselmann: So entstand Gemarke – Bilder aus den Anfängen der reformierten Gemeinde Barmen-Gemarke Wuppertal. Herausgegeben vom Presbyterium der reformierten Gemeinde Barmen-Gemarke, Wuppertal 1954.
- Frühling 1961 in Israel. Wuppertal 1961.
- Zu Gast in Indonesien Wuppertal 1966.
- Karl Immer. Aus dem Leben eines Glaubenszeugen. Wuppertal 1984.
- Meine Jugend im Kirchenkampf. Vorw. v. Johannes Rau, Stuttgart 1994.